# Beaurieux (Nord)
Pour les articles homonymes, voir Beaurieux.
Beaurieux est une commune française située dans le département du Nord, en région Hauts-de-France.

## Géographie

### Description
Beaurieux est limitrophe avec le village de Sivry en Belgique et est situé dans l'Avesnois.
|                  | Hestrud    |                      |
| Solre-le-Château | Beaurieux  | Sivry-Rance Belgique |
|                  | Clairfayts |                      |

### Hydrographie

#### Réseau hydrographique
La commune est située dans le bassin Artois-Picardie. Elle est drainée par la Thure, la Caserne, le Beaurieux, le ruisseau de l'écrevisse, le ruisseau du Bois de beaurieux et le ruisseau le riamé,,.
La Thureest un cours d'eau qui prend sa source en Belgique, d'une longueur de 25 km, entre en France dans la commune de Hestrud et se jette  dans la Sambre canalisée en Belgique, dans la commune d'Erquelinnes.

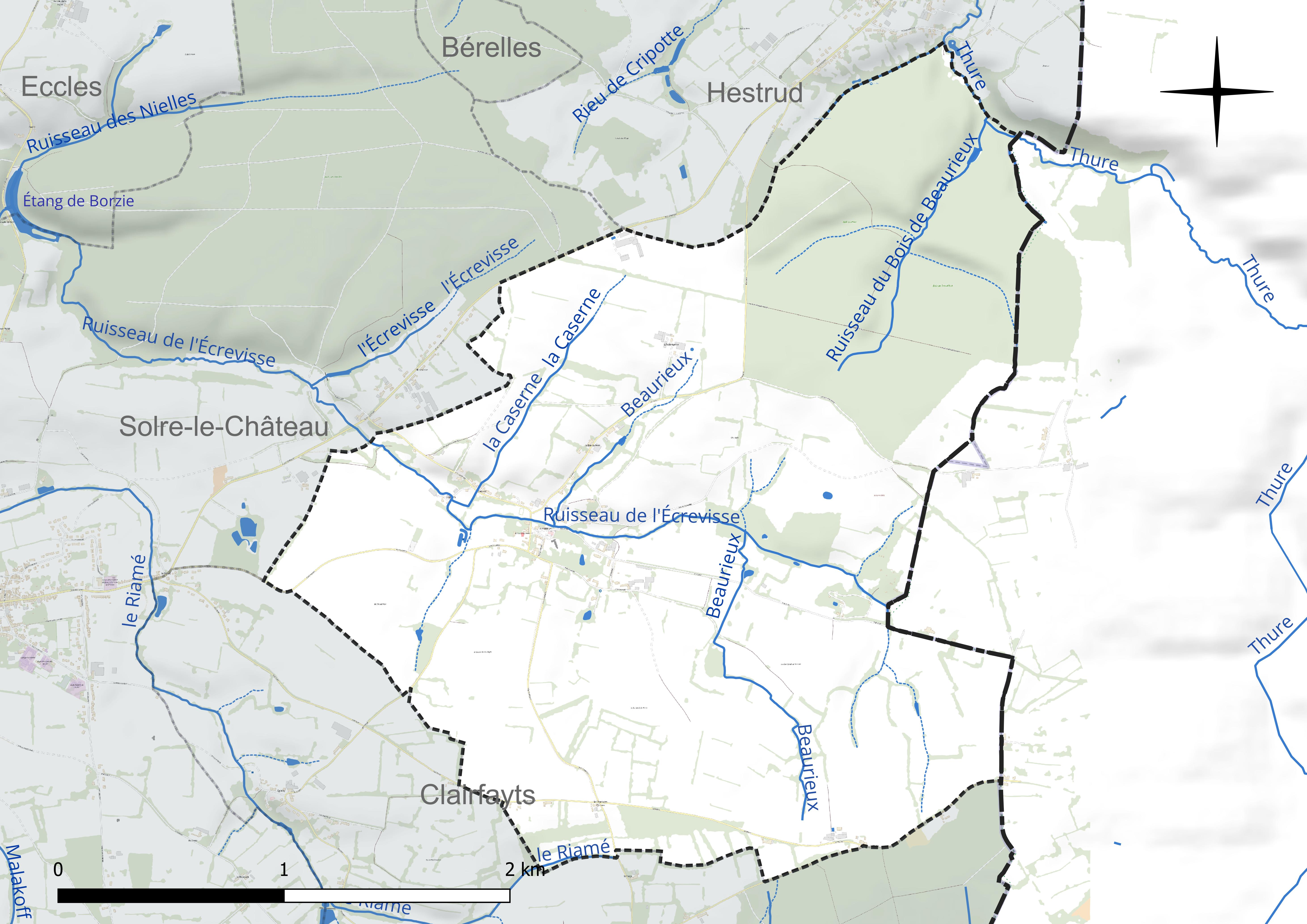
Réseau hydrographique de Beaurieux.

#### Gestion et qualité des eaux
Le territoire communal est couvert par le schéma d'aménagement et de gestion des eaux (SAGE) « Sambre ». Ce document de planification concerne un territoire de 1 253 km2 de superficie, délimité par le bassin versant de la Sambre. Le périmètre a été arrêté le 1er novembre 2003 et le SAGE proprement dit a été approuvé le 21 septembre 2012, puis modifié le 18 août 2022. La structure porteuse de l'élaboration et de la mise en œuvre est le syndicat mixte du Parc naturel régional de l'Avesnois.
La qualité des cours d'eau peut être consultée sur un site dédié géré par les agences de l'eau et l'Agence française pour la biodiversité.

### Climat
Pour des articles plus généraux, voir Climat des Hauts-de-France et Climat du Nord.
En 2010, le climat de la commune est de type climat des marges montargnardes, selon une étude du CNRS s'appuyant sur une série de données couvrant la période 1971-2000. En 2020, Météo-France publie une typologie des climats de la France métropolitaine dans laquelle la commune est exposée à un climat océanique altéré et est dans la région climatique Nord-est du bassin Parisien, caractérisée par un ensoleillement médiocre, une pluviométrie moyenne régulièrement répartie au cours de l'année et un hiver froid (3 °C).
Pour la période 1971-2000, la température annuelle moyenne est de 9,5 °C, avec une amplitude thermique annuelle de 15,3 °C. Le cumul annuel moyen de précipitations est de 918 mm, avec 13,1 jours de précipitations en janvier et 9,9 jours en juillet. Pour la période 1991-2020, la température moyenne annuelle observée sur la station météorologique la plus proche, située sur la commune de Saint-Hilaire-sur-Helpe à 17 km à vol d'oiseau, est de 10,5 °C et le cumul annuel moyen de précipitations est de 802,4 mm,. Pour l'avenir, les paramètres climatiques de la commune estimés pour 2050 selon différents scénarios d'émission de gaz à effet de serre sont consultables sur un site dédié publié par Météo-France en novembre 2022.

## Urbanisme

### Typologie
Au 1er janvier 2024, Beaurieux est catégorisée commune rurale à habitat très dispersé, selon la nouvelle grille communale de densité à sept niveaux définie par l'Insee en 2022.
Elle est située hors unité urbaine et hors attraction des villes,.

### Occupation des sols
L'occupation des sols de la commune, telle qu'elle ressort de la base de données européenne d'occupation biophysique des sols Corine Land Cover (CLC), est marquée par l'importance des territoires agricoles (74,2 % en 2018), une proportion sensiblement équivalente à celle de 1990 (74,1 %). La répartition détaillée en 2018 est la suivante : 
prairies (43,1 %), terres arables (27,5 %), forêts (22 %), zones urbanisées (3,8 %), zones agricoles hétérogènes (3,6 %). L'évolution de l'occupation des sols de la commune et de ses infrastructures peut être observée sur les différentes représentations cartographiques du territoire : la carte de Cassini (XVIIIe siècle), la carte d'état-major (1820-1866) et les cartes ou photos aériennes de l'IGN pour la période actuelle (1950 à aujourd'hui).

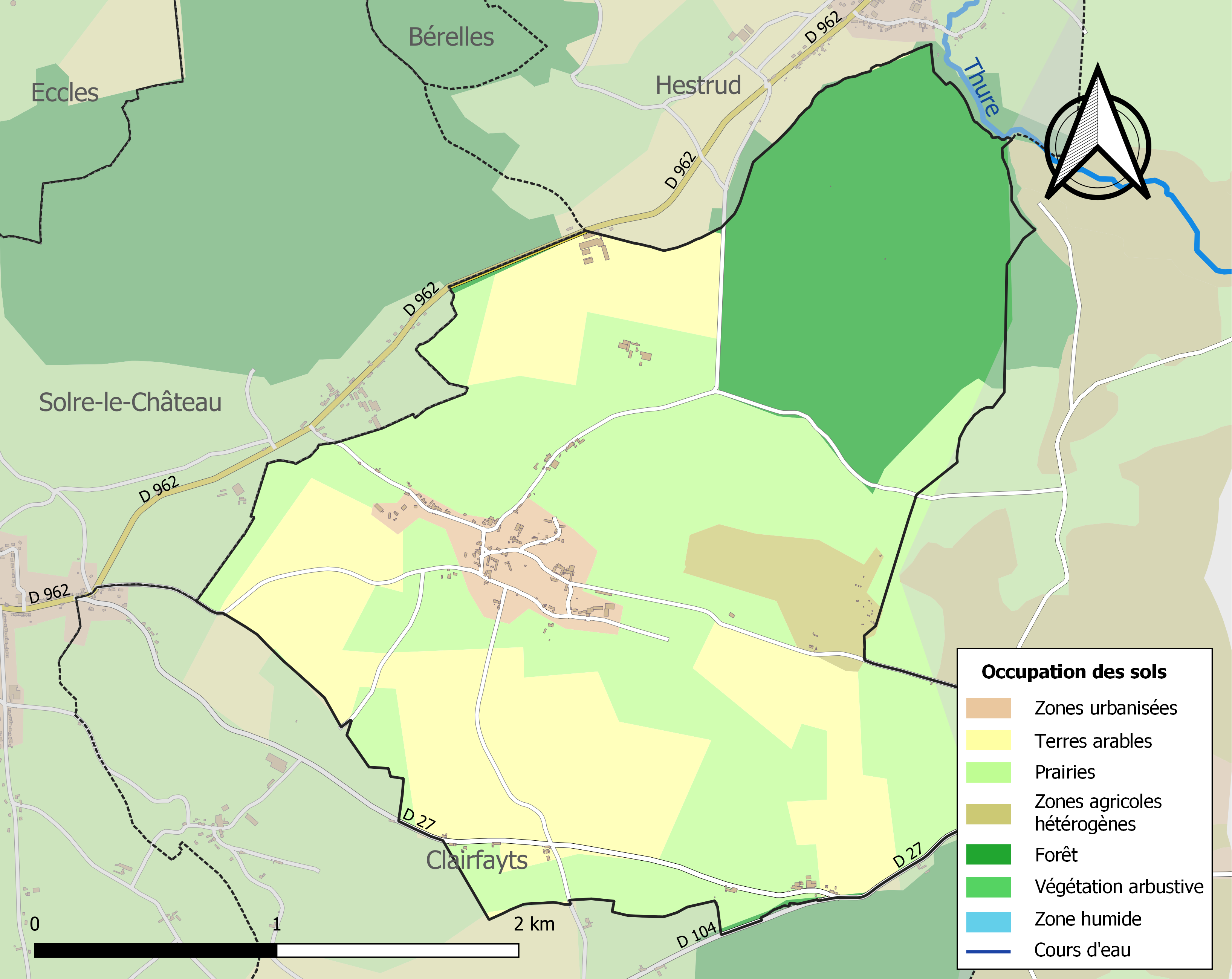
Carte des infrastructures et de l'occupation des sols de la commune en 2018 (CLC).

### Habitat et logement
En 2018, le nombre total de logements dans la commune était de 81, alors qu'il était de 79 en 2013 et de 101 en 2008.
Parmi ces logements, 85,1 % étaient des résidences principales, 4,7 % des résidences secondaires et 10,3 % des logements vacants. Ces logements étaient pour 93,4 % d'entre eux des maisons individuelles et pour 3,1 % des appartements.
Le tableau ci-dessous présente la typologie des logements à Beaurieux en 2018 en comparaison avec celle du Nord et de la France entière. Une caractéristique marquante du parc de logements est ainsi une proportion de résidences secondaires et logements occasionnels (4,7 %) supérieure à celle du département (1,6 %) et à celle de la France entière (9,7 %). Concernant le statut d'occupation de ces logements, 89,7 % des habitants de la commune sont propriétaires de leur logement (84,3 % en 2013), contre 54,7 % pour le Nord et 57,5 pour la France entière.
| Typologie                                               | Beaurieux | Nord | France entière |
| ------------------------------------------------------- | --------- | ---- | -------------- |
| Résidences principales (en %)                           | 85,1      | 90,8 | 82,1           |
| Résidences secondaires et logements occasionnels (en %) | 4,7       | 1,6  | 9,7            |
| Logements vacants (en %)                                | 10,3      | 7,7  | 8,2            |

## Toponymie
Le terme rieu signifie « ruisseau ». Le village est également appelé Biau-Ri en picard, en référence au ruisseau qui le traverse. Cette expression peut être traduite par « Belle rivière » ou « Joli ruisseau ».

## Histoire
- D'après la légende, Charlemagne traversa le village ...
- La seigneurie relevait de la terre d'Avesnes et passa à Guillaume, comte de Fauquembergue, puis, vers 1620, à Jean de Robaulx, écuyer, gouverneur de Beaumont qui, en 1631 reçut ses lettres de noblesse du souverain Espagnol.
- Le Château : Le château qui se trouve au coeur du village est une reconstruction partielle faite de 1668 à 1672 de l'ancien château féodal antérieur au XIVè siècle et détruit à plusieurs reprises, la dernière fois en 1656 par les années françaises qui assiégeaient Beaumont défendu par le gouverneur François De Robaulx (qui fut tué sur la brèche de cette ville). L'ancien château avait la forme d'un U, les deux branches extrêmes de l'U défendues par deux tours rondes à meurtrières dont une subsiste encore. Entre les deux tours, un mur crénelé, légèrement en retrait, fermait la cour du château où l'on ne pouvait entrer que par une voûte à herse débouchant vers l'Eglise (nord). Une ferme organisée défensivement, avec enceinte propre, était joïntive au château pour lui assurer son ravitaillement et servir de communs. L'ensemble bien défendu et fermé que formaient le Château-fort et sa ferme était organisé pour recevoir dans leurs murs la population du village pendant le temps, généralement très court, où les bandes de soudarts où de pillards séjournaient dans un pays sans ressources. Le Château reconstruit en 1668 a perdu l'aile droite (ouest) de l'U. Il a donc maintenant la forme d'un L. Rebâti sur les anciennes fondations et avec les matériaux anciens, on peut aisément se faire une idée approchée de sa physionomie ancienne, mais il est bien évident que le percement des fenêtres sur les murs extérieurs (qui ne supportaient jadis que des meurtrières), la disparition de l'entrée voûtée et de sa herse, le remplacement regrettable des anciens toits de style « Flamand-Espagnol » et des fenêtres à meneaux par des toits et ouvertures style Louis XIV, lui ont enlevé une grande partie de son ancienne et sauvage beauté. Le château resta dans la famille de Robaulx jusqu'en 1974. Le château a aujourd'hui la forme d'un L dont le pied est tourné vers l'église. Cette partie de l'édifice est très intéressante, c'est un bâtiment quadrangulaire formé de trois éléments distincts : une tour de pierre, dans les murs de laquelle apparaissent deux arcs brisés de grandes dimensions; un bâtiment où domine la brique et dont les fers d'ancrage indiquent 1671, et une tour carrée dont les fenêtres à meneaux et les consoles à ressauts sentent le pastiche. L'édifice qui constitue le montant vertical du L, à un étage, est une construction de brique à l'extrémité sud de laquelle est greffée une petite tour.
- 1836 : Le territoire contient 730 hectares dont 319 en terres labourables, 113 en prés, 266 en bois, 8 en landes. La culture ordinaire est le froment, le méteil, l'épeautre, le seigle et l'avoine. La culture principale est l'épeautre et l'avoine. La bonneterie est, après l'agriculture, la seule industrie de la commune. On trouve à Beaurieux 4 bonneteries et un moulin à blé. (Source : Annuaire statistique du département du Nord - 1836).
- Première Guerre mondiale (1914-1918) : Les Allemands arrivent dans le village de Beaurieux le mardi 25 août 1914. Le village se trouvera en zone occupée jusque début novembre 1918.
- Deuxième guerre mondiale (1940-1944) : Le village se trouve en zone occupée par les troupes allemandes de mai 1940 à septembre 1944.

## Politique et administration

### Rattachements administratifs et électoraux

#### Rattachements administratifs
La commune se trouve  dans l'arrondissement d'Avesnes-sur-Helpe du département du Nord.
Elle faisait partie depuis 1793 du canton de Solre-le-Château. Dans le cadre du redécoupage cantonal de 2014 en France, cette circonscription administrative territoriale a disparu, et le canton n'est plus qu'une circonscription électorale.

#### Rattachements électoraux
Pour les élections départementales, la commune fait partie depuis 2014 du canton de Fourmies
Pour l'élection des députés, elle fait partie de la troisième circonscription du Nord.

### Intercommunalité
Beaurieux était membre de la communauté de communes des vallées de la Solre, de la Thure et de l'Helpe, un établissement public de coopération intercommunale (EPCI) à fiscalité propre créé en 1983 et auquel la commune avait transféré un certain nombre de ses compétences, dans les conditions déterminées par le code général des collectivités territoriales.
Cette intercommunalité a fusionné avec ses voisines  pour former, le 1er janvier 2013, la communauté de communes du Cœur de l'Avesnois dont est désormais membre la commune.

### Liste des maires
Maire en 1881 : De Robaulx.
| Période                                  | Période                    | Identité                                        | Étiquette | Qualité                                           |
| ---------------------------------------- | -------------------------- | ----------------------------------------------- | --------- | ------------------------------------------------- |
| avant 1802-1803                          |                            | Clément Trouillet                               |           |                                                   |
| avant 1807                               |                            | M. Brogué                                       |           |                                                   |
| Les données manquantes sont à compléter. |                            |                                                 |           |                                                   |
| avant 1951                               | ?                          | Comte Jehan de Robaulx de Beaurieux (1903-1972) | CNIP      | Ingénieur, arboriculteur, propriétaire du château |
|                                          |                            |                                                 |           |                                                   |
| mars 2001                                | mars 2008                  | Michel Dutremée                                 |           |                                                   |
| mars 2008                                | mars 2014                  | Éveline Daunoit                                 |           | Secrétaire de mairie                              |
| mars 2014                                | En cours (au 4 avril 2014) | Emmanuel Dursent                                | LREM      | DGS Réélu pour le mandat 2020-2026,               |

## Équipements et services publics

### Enseignement
Beaurieux fait partie de l'académie de Lille.

## Population et société

### Démographie

#### Évolution démographique
L'évolution du nombre d'habitants est connue à travers les recensements de la population effectués dans la commune depuis 1793. Pour les communes de moins de 10 000 habitants, une enquête de recensement portant sur toute la population est réalisée tous les cinq ans, les populations de référence des années intermédiaires étant quant à elles estimées par interpolation ou extrapolation. Pour la commune, le premier recensement exhaustif entrant dans le cadre du nouveau dispositif a été réalisé en 2005.

En 2022, la commune comptait 167 habitants, en évolution de +1,21 % par rapport à 2016 (Nord : +0,51 %, France hors Mayotte : +2,11 %).
| 1793 | 1800 | 1806 | 1821 | 1831 | 1836 | 1841 | 1846 | 1851 |
| ---- | ---- | ---- | ---- | ---- | ---- | ---- | ---- | ---- |
| 192  | 179  | 205  | 220  | 276  | 306  | 332  | 340  | 337  |

| 1856 | 1861 | 1866 | 1872 | 1876 | 1881 | 1886 | 1891 | 1896 |
| ---- | ---- | ---- | ---- | ---- | ---- | ---- | ---- | ---- |
| 311  | 305  | 288  | 262  | 256  | 236  | 232  | 228  | 239  |

| 1901 | 1906 | 1911 | 1921 | 1926 | 1931 | 1936 | 1946 | 1954 |
| ---- | ---- | ---- | ---- | ---- | ---- | ---- | ---- | ---- |
| 236  | 229  | 236  | 225  | 245  | 238  | 240  | 224  | 214  |

| 1962 | 1968 | 1975 | 1982 | 1990 | 1999 | 2005 | 2006 | 2010 |
| ---- | ---- | ---- | ---- | ---- | ---- | ---- | ---- | ---- |
| 215  | 207  | 191  | 176  | 182  | 178  | 175  | 171  | 168  |

| 2015 | 2020 | 2022 | - | - | - | - | - | - |
| ---- | ---- | ---- | - | - | - | - | - | - |
| 163  | 163  | 167  | - | - | - | - | - | - |

#### Pyramide des âges
En 2018, le taux de personnes d'un âge inférieur à 30 ans s'élève à 32,5 %, soit en dessous de la moyenne départementale (39,5 %). À l'inverse, le taux de personnes d'âge supérieur à 60 ans est de 31,3 % la même année, alors qu'il est de 22,5 % au niveau départemental.
En 2018, la commune comptait 83 hommes pour 82 femmes, soit un taux de 50,3 % d'hommes, largement supérieur au taux départemental (48,23 %).
Les pyramides des âges de la commune et du département s'établissent comme suit.
| Hommes | Classe d’âge | Femmes |
| ------ | ------------ | ------ |
| 0,0    | 90 ou +      | 1,2    |
| 4,9    | 75-89 ans    | 11,1   |
| 20,7   | 60-74 ans    | 24,7   |
| 22,0   | 45-59 ans    | 14,8   |
| 15,9   | 30-44 ans    | 19,8   |
| 12,2   | 15-29 ans    | 9,9    |
| 24,4   | 0-14 ans     | 18,5   |

| Hommes | Classe d’âge | Femmes |
| ------ | ------------ | ------ |
| 0,5    | 90 ou +      | 1,4    |
| 5,3    | 75-89 ans    | 8,1    |
| 14,8   | 60-74 ans    | 16,2   |
| 19,1   | 45-59 ans    | 18,4   |
| 19,5   | 30-44 ans    | 18,7   |
| 20,7   | 15-29 ans    | 19,1   |
| 20,2   | 0-14 ans     | 18     |

## Culture et patrimoine

### Lieux et monuments
- Église Saint-Martin de 1452 et 1810.
- Chapelle Saint-Christophe des XIIe et XVIe siècles, avec tabernacle de 1472 et dalle funéraire de la famille de Hun du XVIe siècle.
- Calvaire et chapelles.
- Monument aux morts.
- Château de Beaurieux
- Bois.

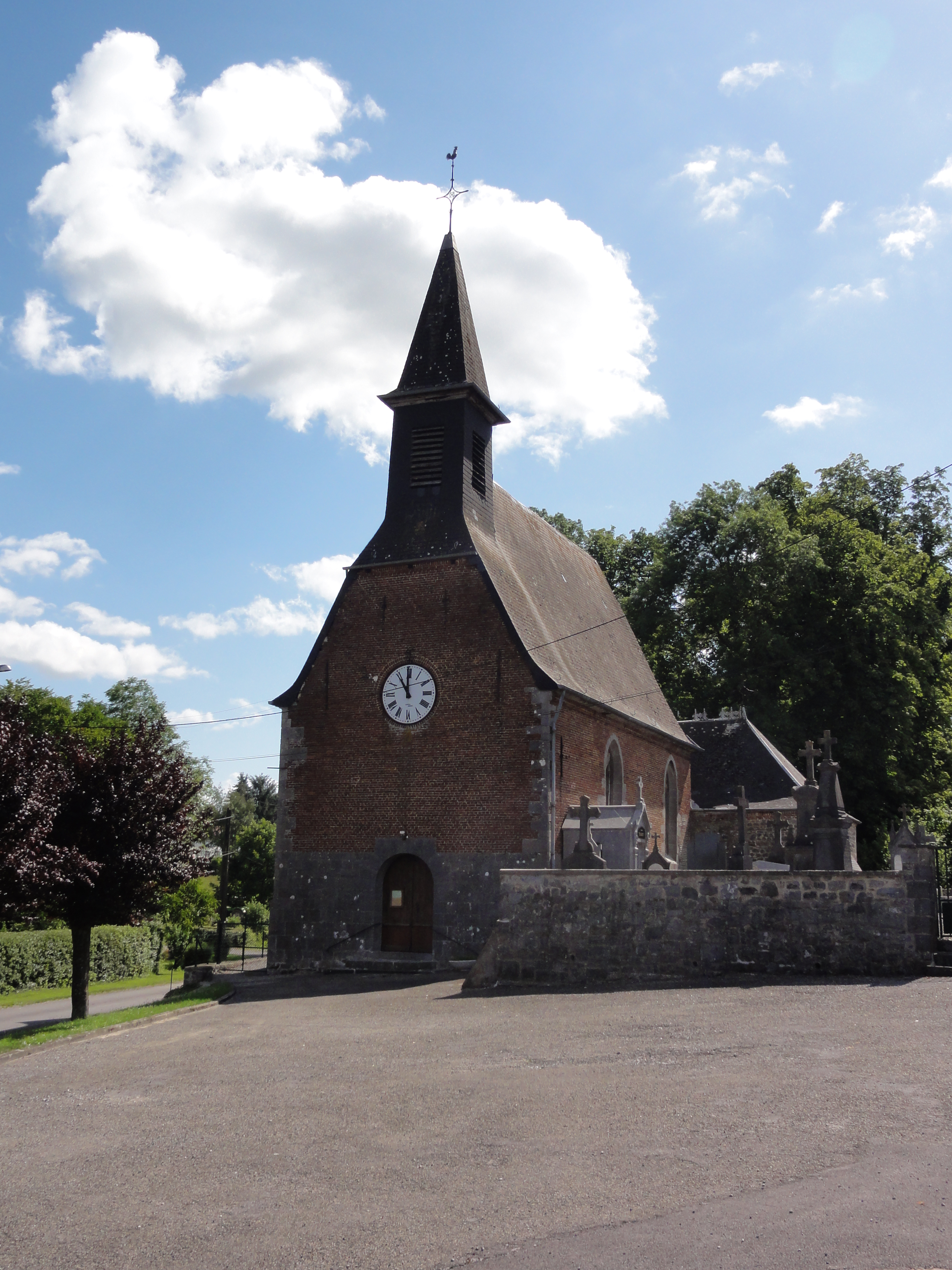
Église Saint-Martin.
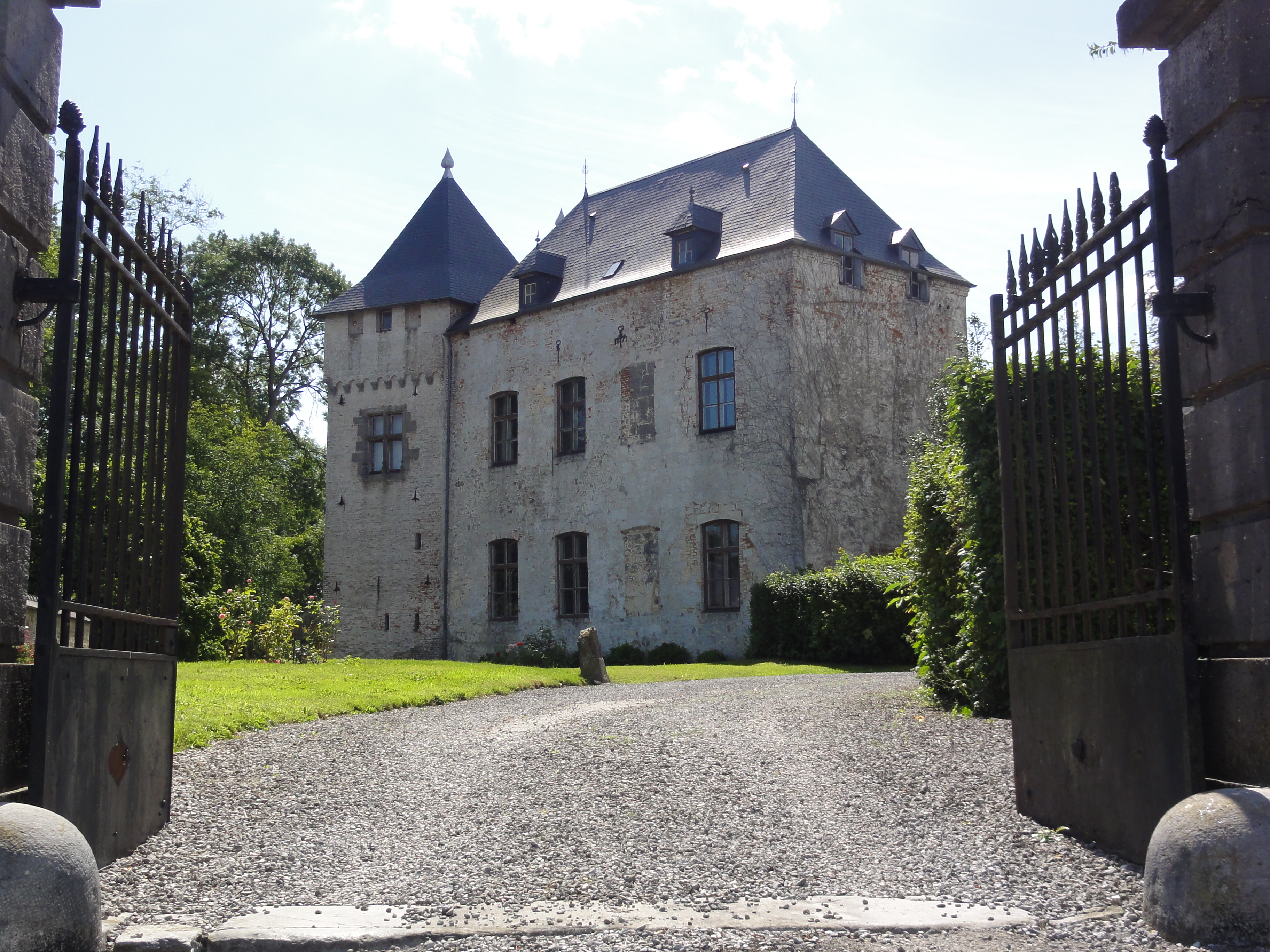
Le château de Beaurieux.
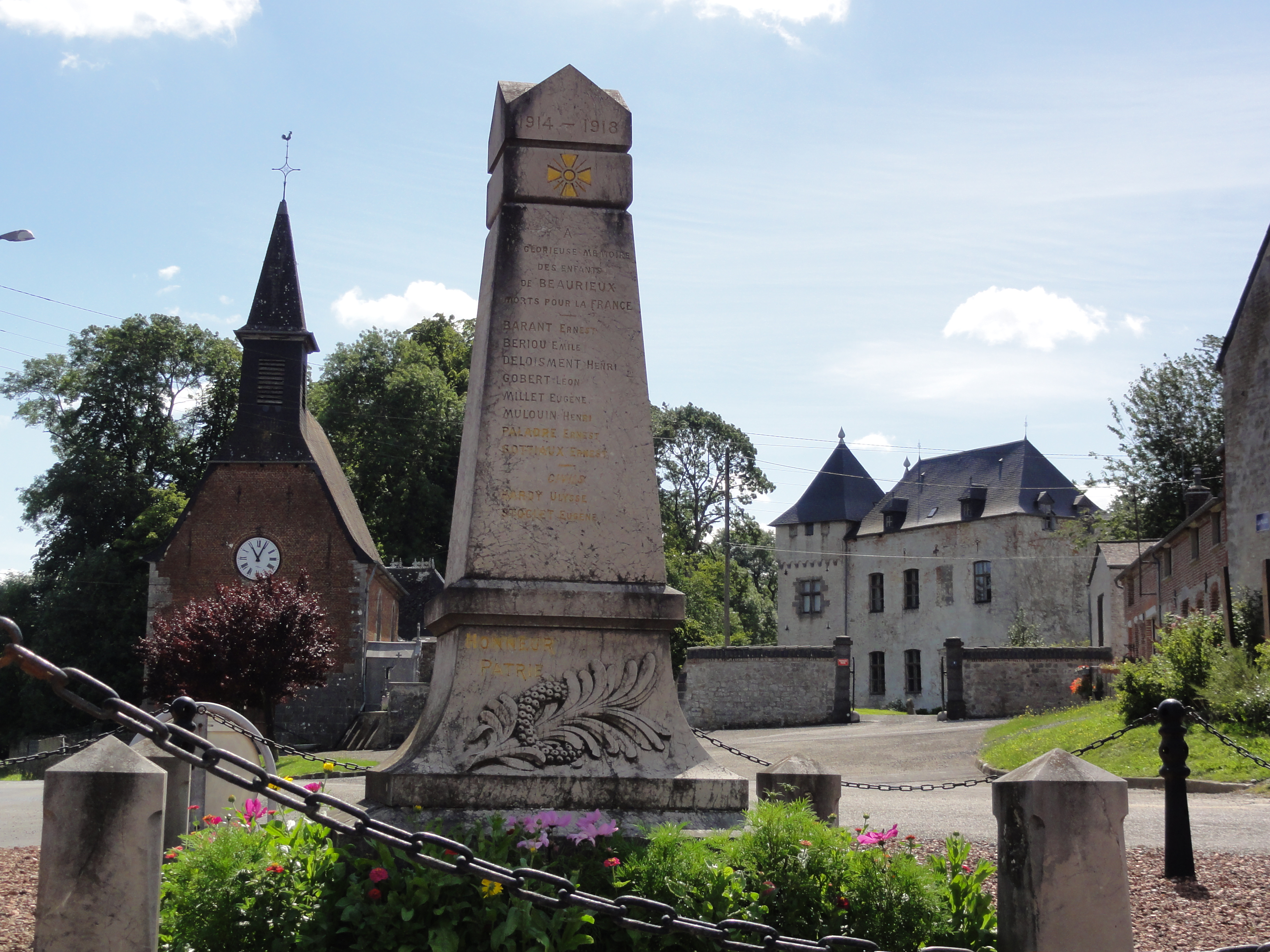
Le monument aux morts.
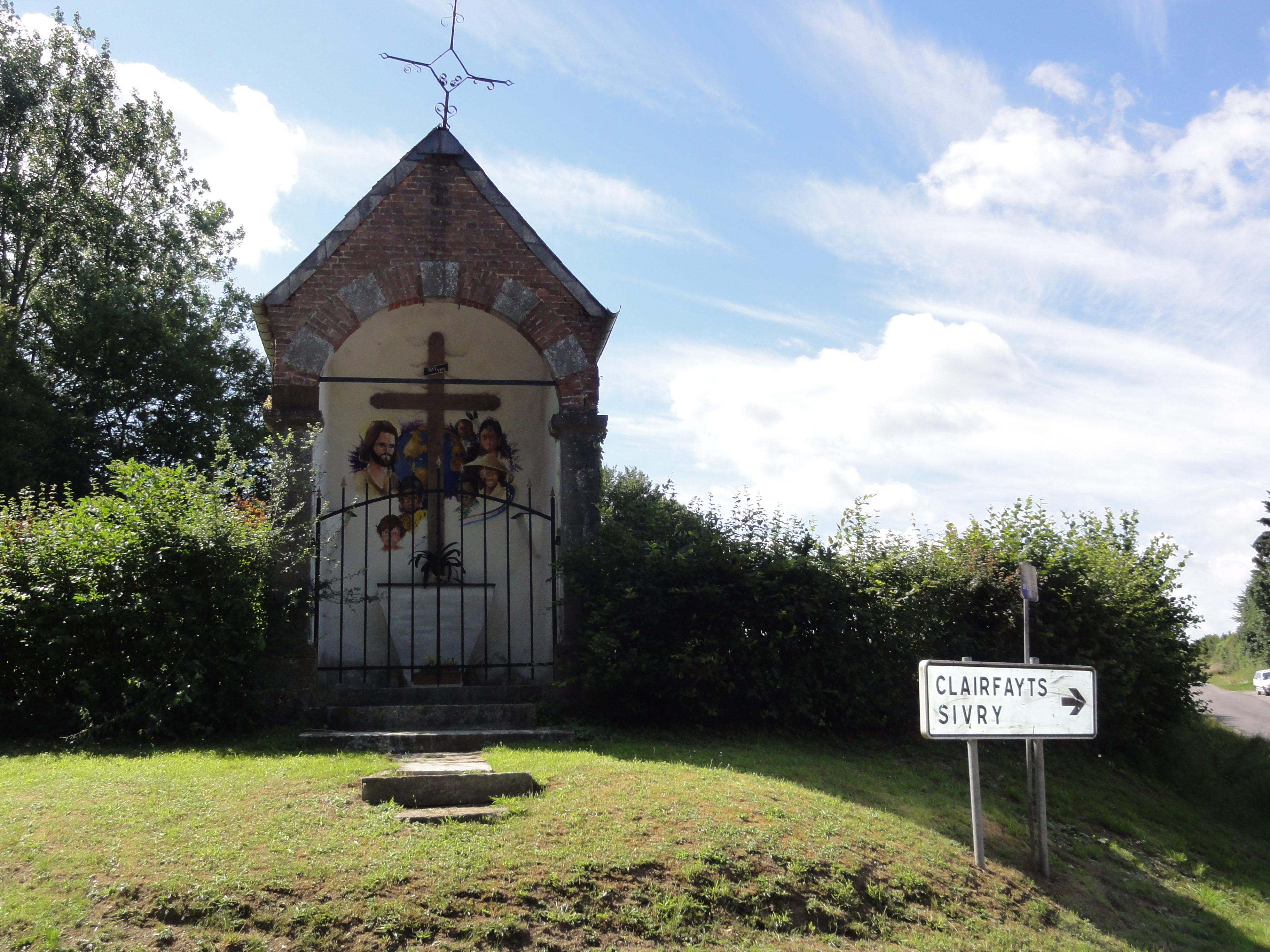
Calvaire.
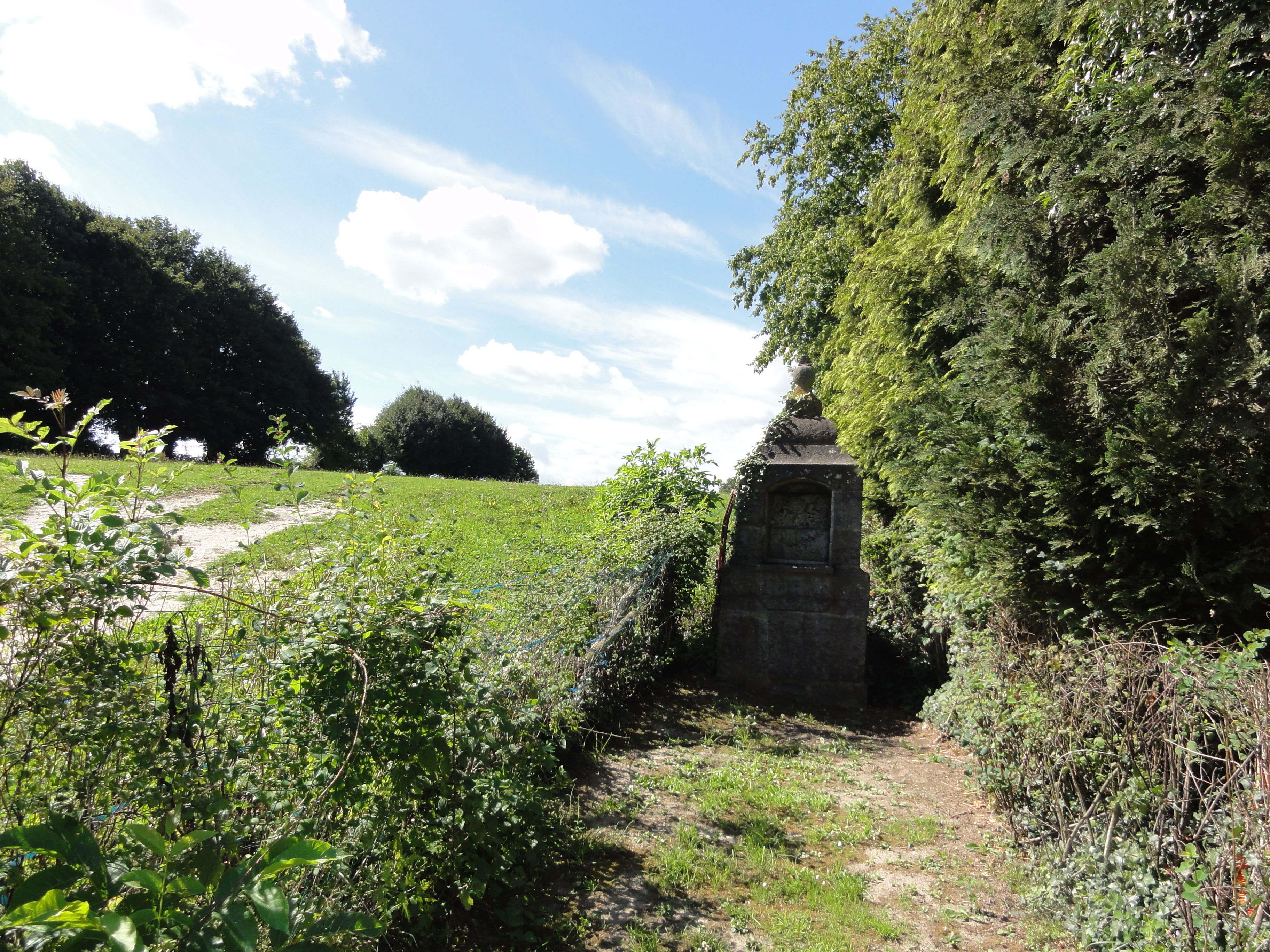
Chapelle Saint-Roch.

### Personnalités liées à la commune
- Famille de Robaulx de Beaurieux

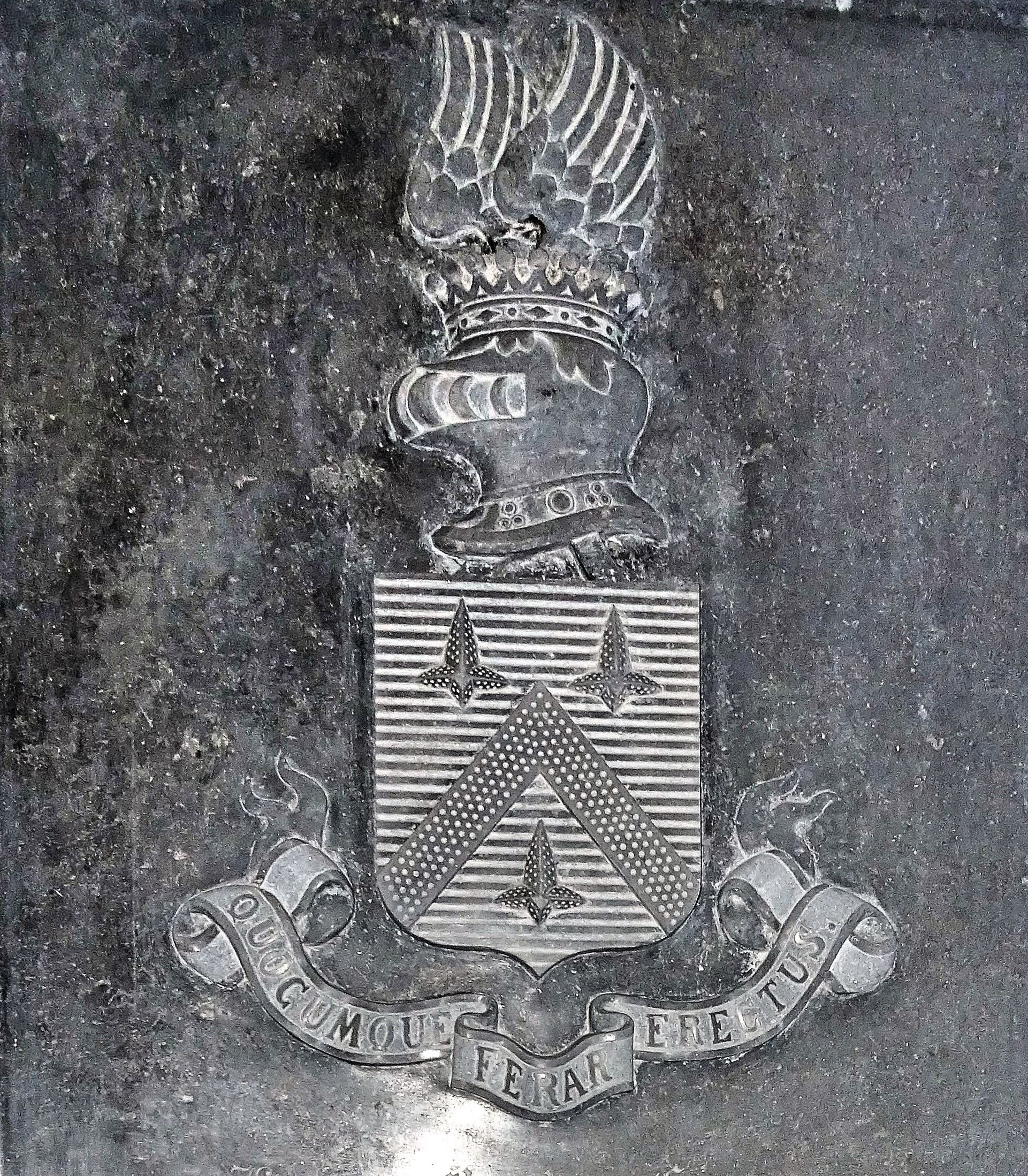
Armes du comte Henri Charles de Robaulx en la chapelle seigneuriale Saint-Christophe.
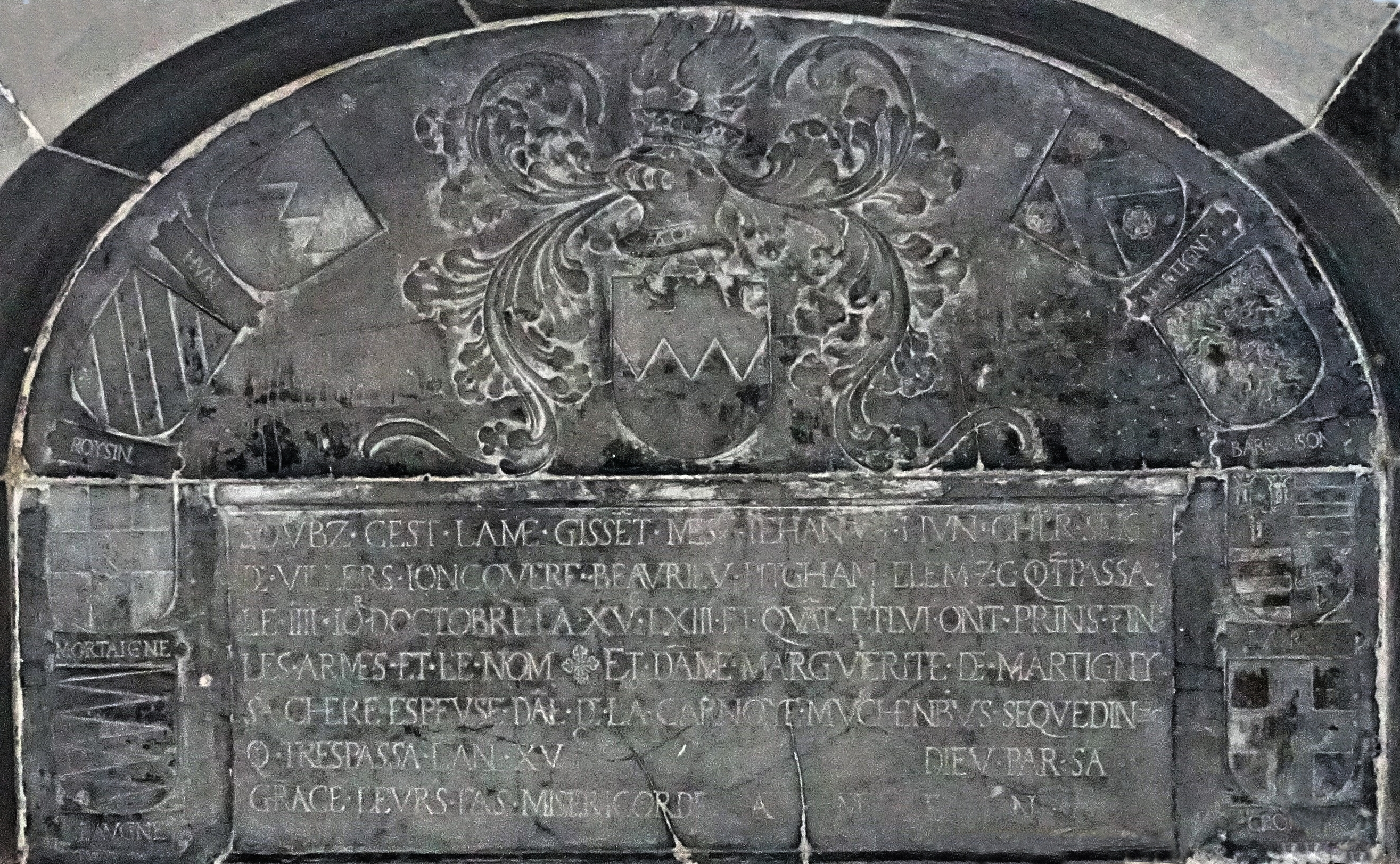
Armes du seigneur de Hun en la chapelle seigneuriale Saint-Christophe.
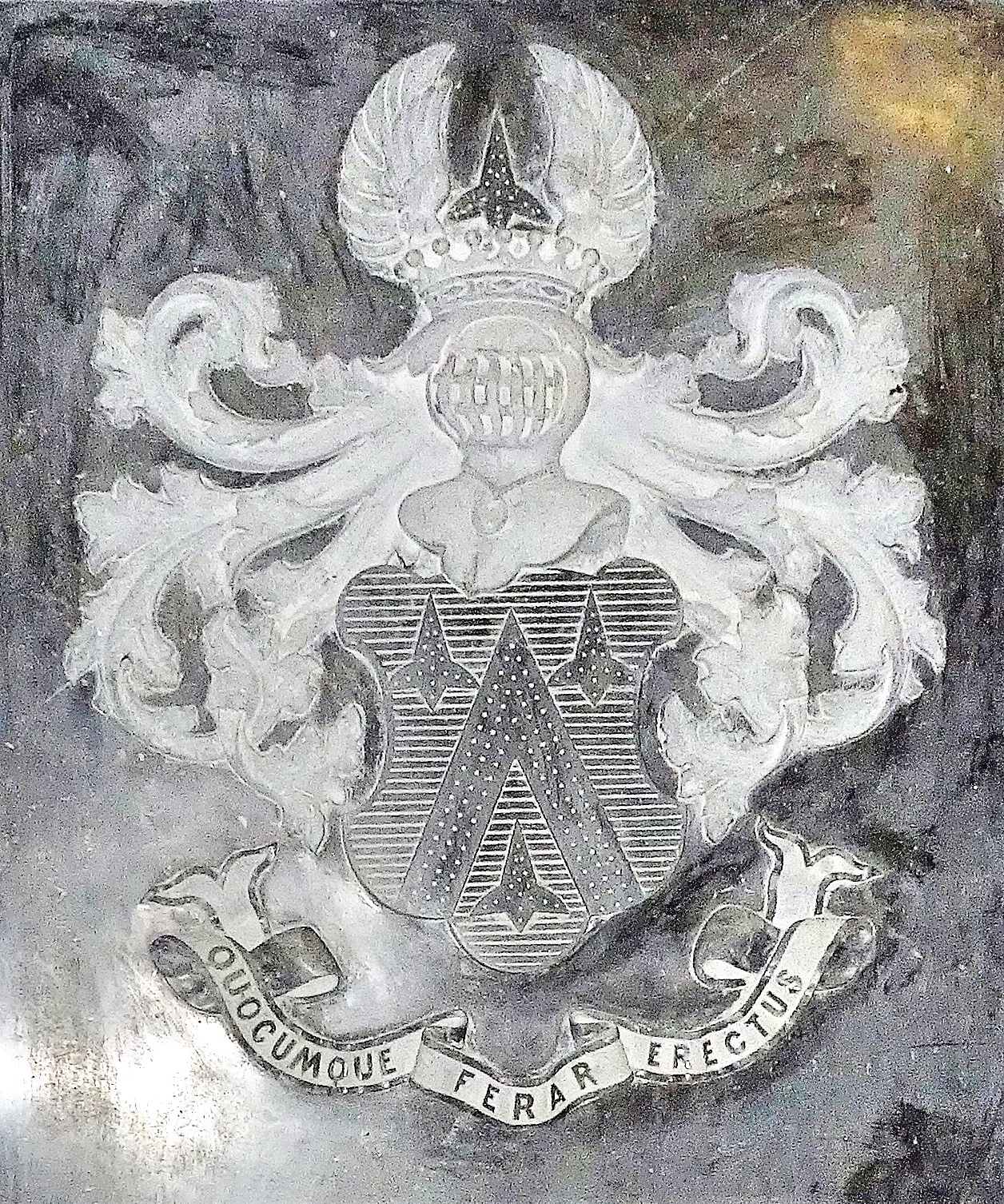
Dalle mortuaire du comte Auguste de Robaulx.
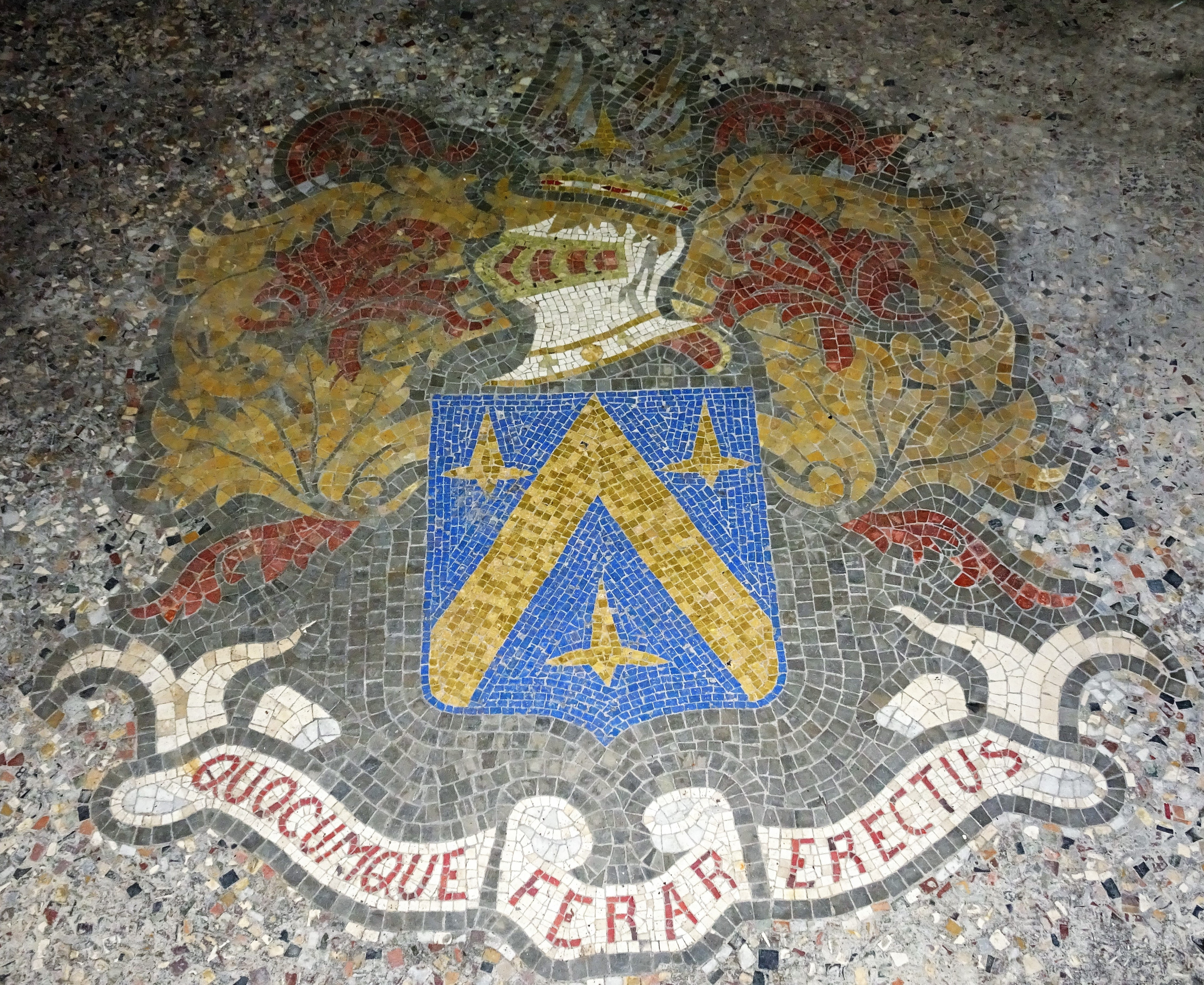
Mosaïque aux armes de la famille de Robaulx de Beaurieux, dans la chapelle seigneuriale Saint-Christophe.
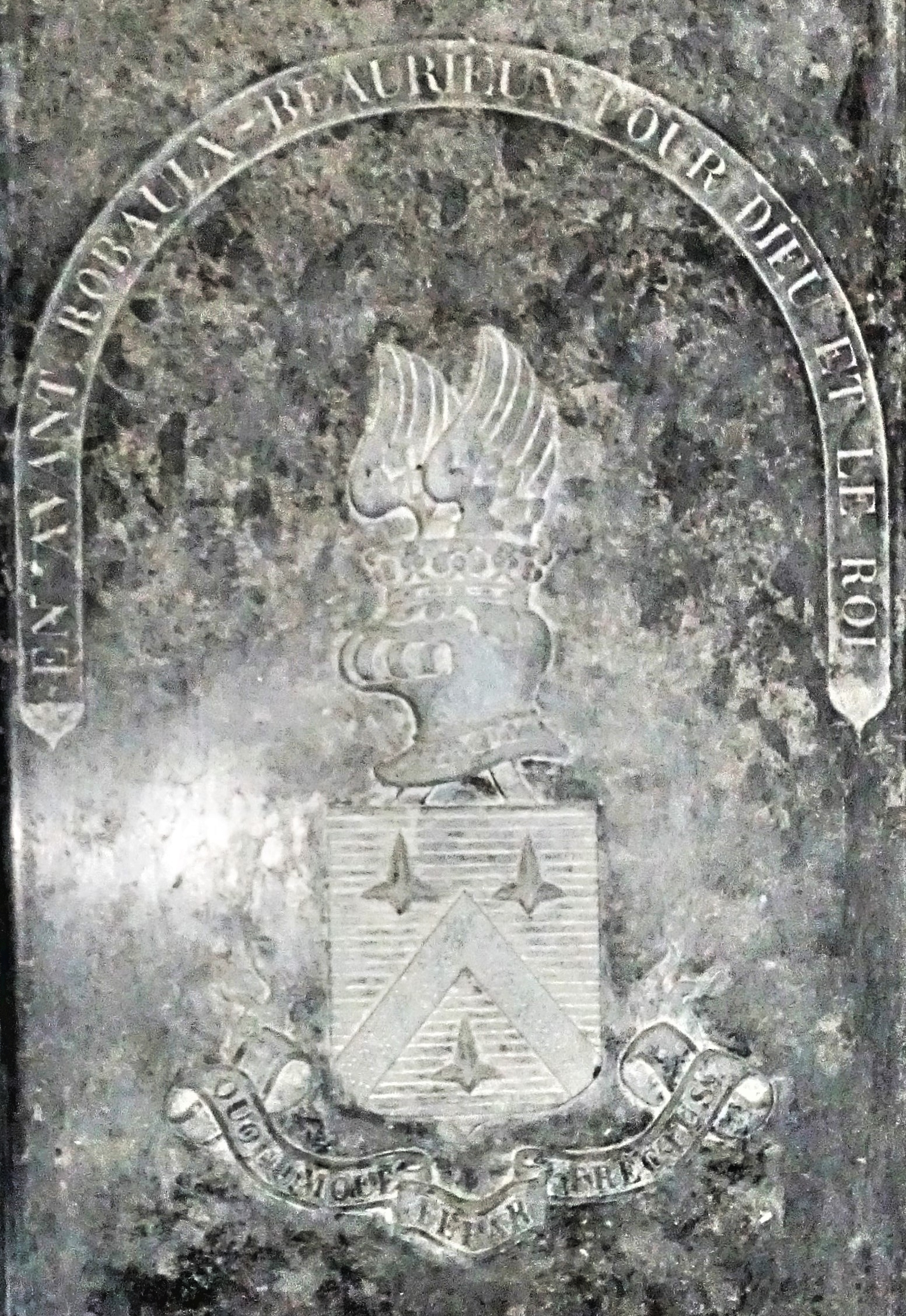
Dalle mortuaire du comte Ferdinand Auguste de Robaulx.
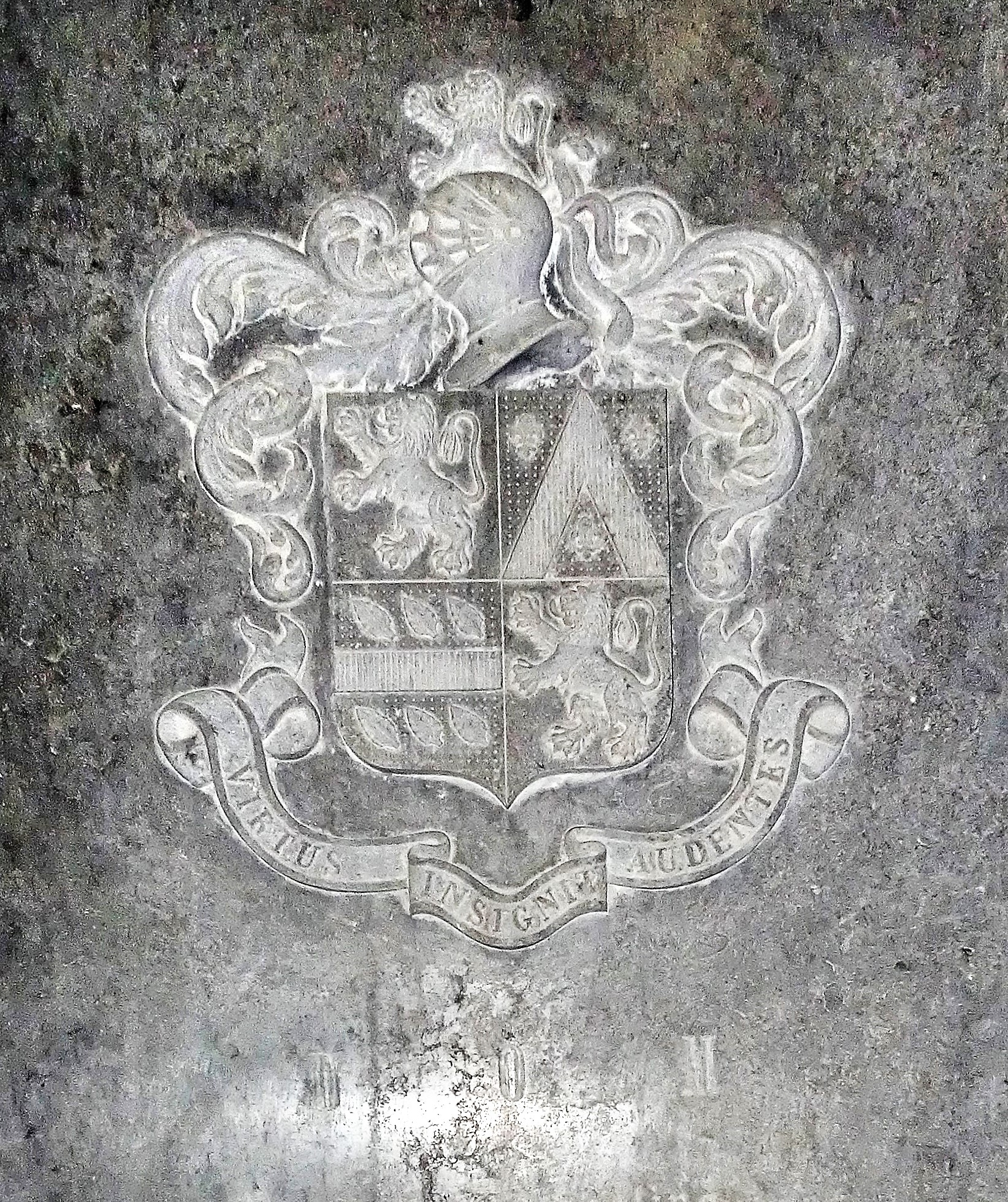
Dalle mortuaire de la comtesse de Robaulx, née de La Cour Bramish.

### Héraldique
| Blason de Beaurieux | Blason  | De sable, au chef denché d'or.                   |
| Blason de Beaurieux | Détails | Le statut officiel du blason reste à déterminer. |

## Pour approfondir